# Seleção Russa de Ginástica Artística Feminina
A seleção russa de ginástica artística feminina é o grupo composto pelas seis atletas principais mais a primeira ginasta suplente. São elas as representantes da nação durante os eventos internacionais.[a]
Sua aparição no meio internacional só se deu após 1991, com a dissolução da União Soviética e com isso a dissolução de suas equipes esportivas. Sem condições de competir como nação independente nos Jogos de Barcelona, em 1992, as russas fizeram parte da Equipe Unificada, onde obtiveram bons resultados. Nos Jogos seguintes, realizados em Atlanta, as russas alcançaram suas primeiras medalhas: as ginastas conquistaram a prata por equipes, à frente da Romênia e superada pelas norte-americanas. Em eventos individuais, a primeira medalha olímpica, de ouro, veio na mesma edição, através da bicampeã olímpica Svetlana Khorkina. 
Após três edições dos Jogos, a Rússia encerrou participação sem subir a nenhum pódio, em Pequim, no ano de 2008, acontecimento inédito até então, superada pelas nações não europeias da China e dos Estados Unidos, além da constante "rivalidade" com a Romênia. Apesar de participar de Campeonatos Mundiais desde 1993, a Rússia só conquistou a primeira medalha de ouro por equipes em 2010, comandada pela estreante Aliya Mustafina. Em participações nos Campeonatos Europeus, as ginastas são as segundas mais bem sucedidas do continente, superando a tradicional equipe alemã.
Para o ciclo 2013 - 2016, a nação conta com uma competitiva equipe, liderada por Mustafina, campeã mundial da edição de Roterdã e Viktoria Komova, vice-campeã individual dos Jogos Olímpicos de Londres, em 2012.

## História: surgimento e evolução

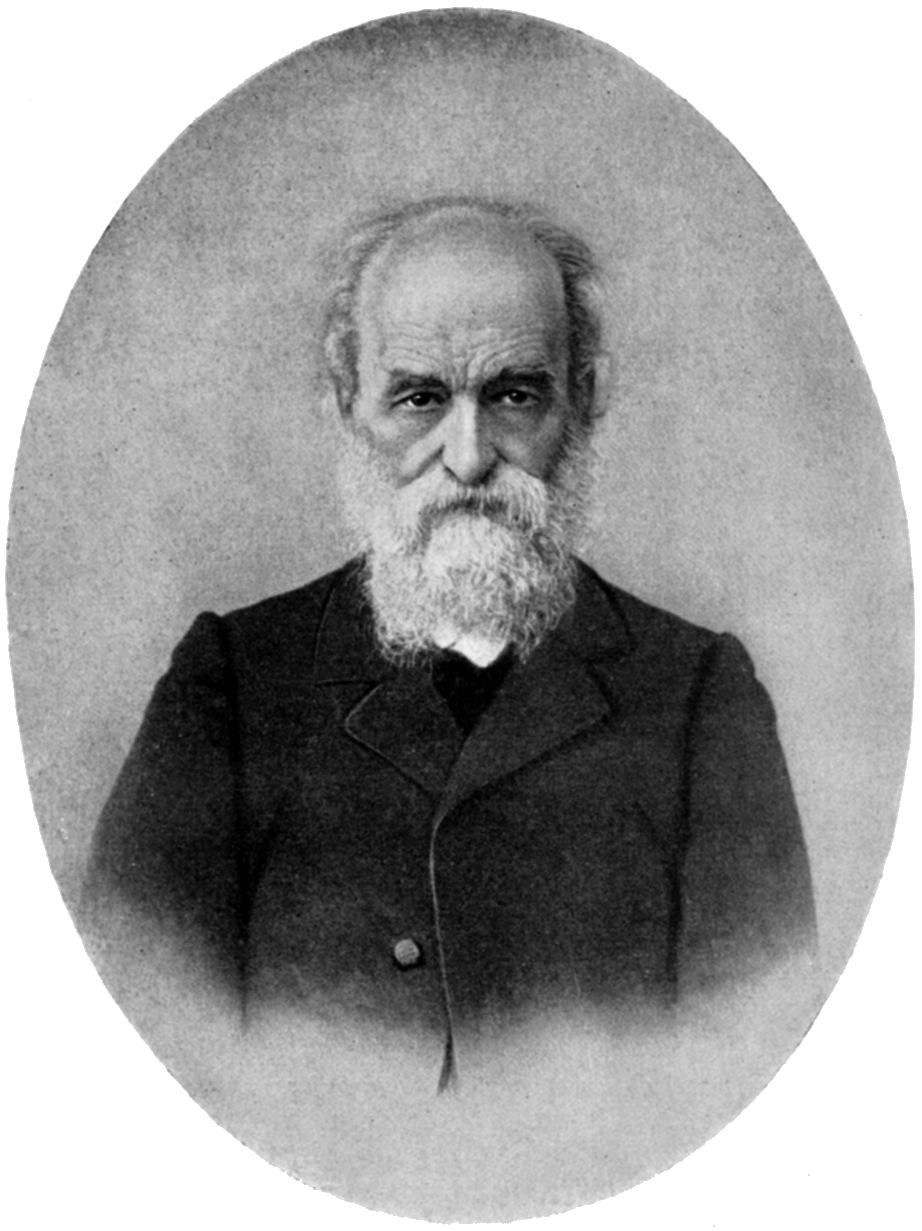
Pyotr Lesgaft, fundador da educação física e da ginástica russa, no século XIX.

A história da ginástica russa iniciou-se no século XIX, junto a história nacional da educação física. Inspirado pelos movimentos ginásticos, Pyotr Lesgaft (1837-1909), que trabalhou no exército imperial em 1874, fundou o movimento de ginástica na Rússia. Como achava o método do alemão Friedrich Ludwig Jahn muito dependente dos aparelhos, retirou sua inspiração do suíço Pehr Henrik Ling, pioneiro na categorização da ginástica e de um desporto mais ligado aos movimentos, de uma prática em grupo e com fins delimitados, como o para formação. Seu programa influenciou-se também nos jogos coletivos. Em relação a ginástica, ainda que tenham chegado os dois estilos ginásticos no país, as críticas de Pyotr eram severas ao sistema alemão, não só pela dependência aos aparelhos, mas em relação às consequências que este sistema gerava, pois pensava ele que limitava as emoções dos jovens, tornado-os maquinados e menos receptivos e sensitivos. Adiante, um de seus discípulos, Pozner, manteve a postura crítica e classificou os aparelhos como "estimulantes artificiais", do ponto de vista pedagógico. Na época da formulação da educação física russa, os pensamentos sobre a ginástica recaíram sobre os pais e professores, pois não havia, na época, adaptação para as crianças, principalmente no que tocava incentiva-las à prática, que não com ganhos, já que isso poderia gerar apatia, caso um jovem não batesse uma marca, não conquistasse um prêmio ou não recebesse elogios pelo desempenho, e um falso entendimento do que seria a prática esportiva inevitavelmente acabaria surgindo. Desse modo, além das práticas exclusivamente gímnicas, Lesgaft levou para a formação da educação física na Rússia, os princípios de Ling, de uma ginástica que classificou como livre e estimulante natural para as crianças e jovens, devido a seus movimentos então elaborados, que também sobressaltavam a força de vontade e a iniciativa:
| “ | Exercícios físicos desenvolvem a atividade em uma pessoa e ela adquire a capacidade de subordinar os seus desejos a sua própria vontade | ” |

A partir daí, o conceito e os métodos foram evoluindo conforme os estudos foram sendo aprofundados. Como nação envolvida em guerras desde o Império, empobreceu e não demonstrou evolução esportiva até o fim da Guerra Civil Russa e da formação da União das Repúblicas Socialistas Soviéticas. Efetivamente russa, a história da ginástica artística feminina é vista como recente, apesar de ter tido sua Federação fundada por Anton Chekhov em 1883, dois anos após a fundação da Federação Internacional. Datada de 1993, a nação só veio a ter uma equipe após a dissolução da União Soviética. Como nem todos os países da URSS tornaram-se esportivamente independentes, e a Rússia entre estes, acabaram por disputar os Jogos Olímpicos de Barcelona como Equipe Unificada, para os quais os russos enviaram como representantes Rozalia Galiyeva e Elena Grudneva, medalhistas de ouro por equipes.
Antes da dissolução, as russas, junto às ucranianas e bielorrussas, como Larissa Latynina e Nellie Kim, conquistaram praticamente todos os títulos por equipes disputados entre os anos de 1952 e 1991. Após tornar-se uma equipe unicamente nacional, a Rússia tornou-se a mais expressiva nação descendente da União Soviética, conquistando medalhas nas competições internacionais mais significativas, como os Jogos Olímpicos e os Campeonatos Mundiais.
A entidade que a representa é a Federação Russa de Ginástica, no original: Федерация спортивной гимнастики России, uma das mais antigas da Europa, que tem como presidente, A. L. Costin.

## Quadro de desempenho
Abaixo, o quadro demonstrativo do desempenho das equipes russas[b] ao longo de suas participações em grandes competições internacionais até o último evento – entre Jogos Olímpicos, Campeonatos Mundias e Campeonatos Europeus – realizado. Ao longo de sua competitiva história, nenhuma medalha conquistada fora retirada.
| Ano   | Jogos Olímpicos | Jogos Olímpicos  | Jogos Olímpicos   | Jogos Olímpicos   | Campeonato Mundial de Ginástica Artística | Campeonato Mundial de Ginástica Artística | Campeonato Mundial de Ginástica Artística | Campeonato Mundial de Ginástica Artística | Campeonato Europeu | Campeonato Europeu | Campeonato Europeu | Campeonato Europeu |
| ----- | --------------- | ---------------- | ----------------- | ----------------- | ----------------------------------------- | ----------------------------------------- | ----------------------------------------- | ----------------------------------------- | ------------------ | ------------------ | ------------------ | ------------------ |
| Ano   | Medalha de ouro | Medalha de prata | Medalha de bronze | Total de medalhas | Medalha de ouro                           | Medalha de prata                          | Medalha de bronze                         | Total de medalhas                         | Medalha de ouro    | Medalha de prata   | Medalha de bronze  | Total de medalhas  |
| 1993  |                 |                  |                   |                   |                                           |                                           | 1                                         | 1                                         |                    |                    |                    |                    |
| 1994  |                 |                  |                   |                   | 1                                         | 2                                         | 4                                         | 7                                         | 1                  | 4                  | 1                  | 6                  |
| 1995  |                 |                  |                   |                   | 1                                         | 1                                         |                                           | 2                                         |                    |                    |                    |                    |
| 1996  | 1               | 1                |                   | 2                 | 2                                         |                                           |                                           | 2                                         | 2                  | 2                  | 1                  | 5                  |
| 1997  |                 |                  |                   |                   | 2                                         | 3                                         | 2                                         | 7                                         |                    |                    |                    |                    |
| 1998  |                 |                  |                   |                   |                                           |                                           |                                           |                                           | 4                  | 1                  | 1                  | 6                  |
| 1999  |                 |                  |                   |                   | 2                                         | 1                                         | 2                                         | 5                                         |                    |                    |                    |                    |
| 2000  | 3               | 3                | 2                 | 8                 |                                           |                                           |                                           |                                           | 4                  | 3                  | 2                  | 9                  |
| 2001  |                 |                  |                   |                   | 3                                         | 3                                         | 1                                         | 7                                         |                    |                    |                    |                    |
| 2002  |                 |                  |                   |                   | 1                                         | 1                                         | 1                                         | 3                                         | 5                  | 2                  |                    | 7                  |
| 2003  |                 |                  |                   |                   | 1                                         | 1                                         | 1                                         | 3                                         |                    |                    |                    |                    |
| 2004  |                 | 1                | 2                 | 3                 |                                           |                                           |                                           |                                           | 1                  | 1                  | 4                  | 6                  |
| 2005  |                 |                  |                   |                   |                                           |                                           |                                           |                                           |                    | 2                  | 2                  | 4                  |
| 2006  |                 |                  |                   |                   |                                           |                                           | 1                                         | 1                                         | 1                  |                    | 1                  | 2                  |
| 2007  |                 |                  |                   |                   | 1                                         |                                           |                                           | 1                                         | 1                  |                    | 2                  | 3                  |
| 2008  |                 |                  |                   |                   |                                           |                                           |                                           |                                           | 2                  | 1                  |                    | 3                  |
| 2009  |                 |                  |                   |                   |                                           |                                           |                                           |                                           | 1                  | 3                  | 1                  | 5                  |
| 2010  |                 |                  |                   |                   | 2                                         | 3                                         |                                           | 5                                         | 2                  | 3                  | 1                  | 6                  |
| 2011  |                 |                  |                   |                   | 2                                         | 3                                         |                                           | 5                                         | 2                  | 1                  | 1                  | 4                  |
| 2012  | 1               | 2                | 3                 | 6                 |                                           |                                           |                                           |                                           | 1                  | 2                  |                    | 3                  |
| 2013  |                 |                  |                   |                   | 1                                         |                                           | 2                                         | 3                                         | 3                  |                    | 3                  | 6                  |
| 2014  |                 |                  |                   |                   |                                           |                                           | 4                                         | 4                                         | 1                  | 1                  | 3                  | 5                  |
| 2015  |                 |                  |                   |                   | 3                                         | 1                                         |                                           | 4                                         | 3                  | 1                  | 1                  | 5                  |
| 2016  | 1               | 2                | 1                 | 4                 |                                           |                                           |                                           |                                           | 2                  | 1                  | 2                  | 5                  |
| 2017  |                 |                  |                   |                   | 1                                         | 1                                         | 1                                         | 3                                         | 1                  | 1                  |                    | 2                  |
| 2018  |                 |                  |                   |                   |                                           | 1                                         |                                           | 1                                         | 1                  | 1                  | 1                  | 3                  |
|       |                 |                  |                   |                   |                                           |                                           |                                           |                                           |                    |                    |                    |                    |
| Total | 6               | 9                | 8                 | 23                | 23                                        | 21                                        | 20                                        | 64                                        | 37                 | 28                 | 27                 | 92                 |

Legenda
- Representa o maior total de medalhas atingido e o maior número de medalhas de ouro conquistadas
- Representa o maior total de medalhas atingido
- Representa o maior total de medalhas de ouro atingidos

### Aparelhos
A seguir, quadro de desempenho por aparelhos. Analisando abaixo, chega-se à conclusão de que as russas são mais bem-sucedidas nas barras assimétricas, em um somatório geral dos aparatos, nos campeonatos mundiais e nos europeus. O salto, no entanto, foi o aparelho no qual as ginastas mais conquistaram medalhas de olímpicas, totalizando quatro, apesar do maior número de ouros olímpicos pertencerem às paralelas assimétricas. O solo é em total de medalhas, o aparelho de pior desempenho, o mesmo aplicando-se a cada campeonato disputado.
| Conquistas           | Solo            | Solo             | Solo              | Solo              | Barras assimétricas | Barras assimétricas | Barras assimétricas | Barras assimétricas | Trave           | Trave            | Trave             | Trave             | Salto sobre o cavalo | Salto sobre o cavalo | Salto sobre o cavalo | Salto sobre o cavalo |
| Conquistas           | Medalha de ouro | Medalha de prata | Medalha de bronze | Total de medalhas | Medalha de ouro     | Medalha de prata    | Medalha de bronze   | Total de medalhas   | Medalha de ouro | Medalha de prata | Medalha de bronze | Total de medalhas | Medalha de ouro      | Medalha de prata     | Medalha de bronze    | Total de medalhas    |
| -------------------- | --------------- | ---------------- | ----------------- | ----------------- | ------------------- | ------------------- | ------------------- | ------------------- | --------------- | ---------------- | ----------------- | ----------------- | -------------------- | -------------------- | -------------------- | -------------------- |
| Jogos Olímpicos      | 1               | 1                | 1                 | 3                 | 3                   | 0                   | 0                   | 3                   | 0               | 1                | 1                 | 2                 | 1                    | 0                    | 3                    | 4                    |
| Campeonatos Mundiais | 2               | 2                | 4                 | 8                 | 7                   | 2                   | 2                   | 11                  | 1               | 2                | 2                 | 5                 | 3                    | 2                    | 0                    | 5                    |
| Campeonatos Europeus | 1               | 3                | 5                 | 9                 | 8                   | 7                   | 2                   | 17                  | 7               | 2                | 3                 | 12                | 3                    | 6                    | 2                    | 11                   |
|                      |                 |                  |                   |                   |                     |                     |                     |                     |                 |                  |                   |                   |                      |                      |                      |                      |
| Total                | 4               | 6                | 10                | 20                | 18                  | 9                   | 4                   | 31                  | 8               | 5                | 6                 | 19                | 7                    | 8                    | 5                    | 20                   |

## Seleções
Seção dividida por ciclo olímpico a partir dos anos 2000, com destaque para as ginastas representantes destes grupos de quatro anos. Para datas anteriores, destacados momentos, ginastas e conquistas nas três maiores competições internacionais.

### 1993 - 2000
A seleção russa formou-se apenas um ano após a realização dos Jogos Olímpicos de Barcelona, que foram disputados pela Equipe Unificada[c]. A primeira medalha russa feminina foi conquistada na prova do salto, no Mundial de Birmingham, na Inglaterra. A regularidade das ginastas manteve-se até os Jogos de Sydney, quando conquistaram oito medalhas. Com um total de 63 pódios, as russas são uma das nações mais vitoriosas da Europa.
Durante esta fase destacou-se a ginasta Svetlana Khorkina, que participou de cinco edições mundiais durante esses anos e conquistou quatorze medalhas. Leonid Arkaev, coordenador técnico das seleções femininas e masculinas de ginástica artística durante esse período, é o detentor de quatrocentas medalhas, sendo 150 delas de ouro, o que o tornou um dos mais bem sucedidos técnicos do mundo.

#### Ginastas destacadas
Na história da ginástica russa não há ginasta mais condecorada, admirada e respeitada que a atleta Svetlana Khorkina. Ao longo da carreira, disputou três edições olímpicas, entre 1996 e 2004, e sete edições mundiais. Durante seus dez anos como representante sênior da nação, conquistou um bicampeonato olímpico nas barras assimétricas, que lhe rendeu o apelido de rainhas das assimétricas, além de outras cinco conquistas: o pentacampeonato mundial no mesmo aparelho e o tricampeonato também mundial do concurso geral, somadas a outras doze medalhas nesta competição; e o tricampeonato do individual geral continental, feito este só antes realizado pela romena Nadia Comaneci. A ginasta também tornou-se conhecida por seu temperamento e por gostar de desestabilizar as adversárias antes e depois das disputas utilizando de algumas provocações. Rejeitada na ginástica artística, os conselhos de seus primeiros treinadores foram para que disputasse a ginástica rítmica, devido a sua altura e porte físico esguio. Obstinada, decidiu permanecer na modalidade, pela qual é conhecida em seu país, e onde já recebera inúmeras homenagens.
Outra destacada ginasta que também transitou por três ciclos olímpicos foi Elena Zamolodchikova. Diagnosticada erroneamente com um grave problema cardíaco, quase abandonou a modalidade ainda criança. Fã de Elena Produnova e da companheira de equipe, Khorkina, Zamolodchikova conquistou, ao longo da carreira, quatro medalhas olímpicas, sete mundiais e nove continentais, que a tornaram uma das mais bem sucedidas ginastas da Rússia. No ano 2000, nos Jogos de Sydney, tornou-se a primeira russa componente da seleção nacional a conquistar duas vitórias olímpicas em uma mesma edição, bem como a primeira a conquistar as medalhas de ouro nas provas do salto e do solo. Anteriormente, a primeira e única vitória era de Svetlana Khorkina, nas assimétricas.

#### Jogos Olímpicos
A estreia olímpica da Rússia deu-se nos Jogos de Atlanta, nos Estados Unidos em 1996. Formada pelas ginastas Dina Kochetkova, Rozalia Galiyeva, Svetlana Khorkina, Elena Grosheva, Eugenia Kuznetsova, Oksana Liapina e Elena Dolgopolova, a equipe conquistou sua primeira medalha, de prata, a frente de outra seleção europeia (Romênia) e superada pelas anfitriãs, chamadas após a vitória por Sete Magníficas. Nos eventos individuais, as russas foram a todas as finais. Na primeira, o individual geral, Dina Kochetkova obteve a melhor colocação, a sexta, ao totalizar 38,980. Rozalia Galiyeva, sétima colocada, e Svetlana Khorkina, 15ª, foram as outras participantes deste evento, conquistado pela ucraniana Lilia Podkopayeva. Nos aparelhos, Galiyeva  atingiu a quinta posição, à frente da bielorrussa Svetlana Boginskaya e da companheira de equipe Grosheva (7ª), na prova do salto. Nas barras assimétricas, Khorkina e Kochetkova foram as participantes russas: Favorita na disputa por seus resultados anteriores, como o do Campeonato Europeu, Svetlana conquistou a primeira medalha de ouro russa em uma Olimpíada; Dina, em um tríplice empate, encerrou em quinto lugar. Na trave de equilíbrio, em prova vencida pela estadunidensde Shannon Miller, as russas não subiram ao pódio: Kochetkova foi a quarta e Rozalia, a sétima. No solo, último evento disputado, Dina participou de sua quinta final e encerrou participação em quinto lugar.
Como último evento destes ciclos deram-se os Jogos de Sydney, a segunda edição disputada pela Rússia. Formada pelas ginastas Svetlana Khorkina, Ekaterina Lobazniouk, Elena Produnova, Anastasia Kolesnikova, Elena Zamolodchikova e Anna Tchepeleva, a equipe subiu ao pódio na segunda colocação, pela segunda vez consecutiva. No concurso geral, a melhor classificada foi Lobazniouk, com a quarta posição, seguida de Zamolodchikova, na sexta, na disputa vencida pela romena Simona Amanar. Nas finais por aparelhos, a Rússia obteve o melhor resultado de todas as suas participações - as atletas conquistaram sete medalhas. No salto, ouro para Elena Zamolodchikova e bronze para Ekaterina Lobazniouk. Nas barras assimétricas, ouro para Khorkina e a sétima posição para Produnova. Na trave, parata para Lobazniouk e bronze para Produnova. No solo, o segundo ouro de Zamolodchikova e prata para Svetlana.

#### Campeonatos Mundiais de Ginástica Artística
A estreia em mundiais coinscindiu com a estreia russa em grandes campeonatos. Em 1993, no Mundial de Birmingham, na Inglaterra, que não contou com as provas por equipes, a única ginasta a conquistar medalha, foi Natalia Bobrova - um bronze no solo. No ano seguinte, o Mundial fora dividido entre as disputas individuais e as por equipes. No Campeonato de Dortmound, as russas - Oksana Fabrichnova, Elena Grosheva, Natalia Ivanova, Svetlana Khorkina, Dina Kochetkova, Elena Lebedeva e Evgenia Roschina - conquistaram o bronze. Nas disputas individuais, realizadas no Mundial de Brisbane, na Austrália, Dina Kochetkova conquistou o ouro do solo, o bronze do concurso geral e das barras assimétricas, Svetlana Khorkina conquistou as pratas do salto e das barras assimétricas e Oksana Fabrichnova, o bronze na trave.
No Mundial de Sabae, em 1995, as russas não subiram ao pódio por equipes e, individualmente, Khorkina foi a única a conquistar medalhas. No individual geral, fora superada pela ucraniana Lilia Podkopayeva e encerrou em segundo lugar. Nas barras assimétricas, foi a medalhista de ouro. No ano seguinte, no Campeonato de San Juan - mais curto em relação aos demais, pois não houve competição por equipes e geral individual -, as ginastas conquistaram duas medalhas, ambas de ouro: Nas assimétricas, Svetlana Khorkina foi a vencedora, enquanto Dina Kochetkova foi a vitoriosa da trave.
Em 1997, no Mundial de Lausanne, na Suíça, as russas, enquanto equipe, terminaram uma colocação atrás das romenas, vencedoras da competição. Nos eventos individuais, Khorkina fora a vencedora do concurso geral e das barras assimétricas, além da medalhista de prata no solo e na trave, enquanto Elena Produnova fora a medalhista de bronze no individual geral e no solo. Por fim, em 1999 deu-se o último mundial destes ciclos, o Campeonato de Tianjin, na China. Nesta ocasião, as atletas conquistaram a prata por equipes, novamente superadas pelas romenas. No concurso geral, Elena Zamolodchikova saiu-se como medalhista de bronze. Nos aparelhos, Khorkina conquistou o tricampeonato consecutivo e o tetracampeonato não sequencial nas paralelas assimétricas, além do bronze no solo e, Zamolodchikova conquistou sua segunda medalha de ouro, no salto.

#### Campeonatos Europeus
Entre os anos de 1994 e 2000, foram quatro os europeus disputados pela nação, pois no de 1992 as russas competiram como a Comunidade dos Estados Independentes (CEI). O primeiro, realizado na Suécia em 1994, foi o Europeu de Estocolmo, no qual as russas conquistaram a prata por equipes e duas pratas no concurso geral, com as empatadas Svetlana Khorkina e Dina Kochetkova. Nas finais por aparelhos, foram mais três as conquistas: Khorkina e Oksana Fabritschnova conquistaram ouro e prata respectivamente, na prova das barras assimétricas, enquanto Kochetkova encerrou na terceira posição do solo, empatada com a romena Gina Gogean.
Dois anos mais tarde, na Inglaterra, no Europeu de Birmingham, a equipe russa foi pela segunda vez a segunda colocada. Presentes ainda nas finais por aparelhos, Khorkina foi a medalhista de ouro nas barras assimétricas, enquanto Rozalia Galiyeva conquistou o ouro na trave. Nos exercícios de solo, Dina Kochetkova foi a medalhista de bronze. Em sua terceira participação, a Rússia, competindo "em casa", no Campeonato de São Petersburgo, em 1998, foi, pela terceira vez seguida, a medalhista de prata por equipes, enquanto a Romênia alcançou seu tricampeonato. No invidual geral, Svetlana Khorkina conquistou a medalha de ouro pela primeira vez na competição continental, subindo ao pódio também em dois aparelhos: saiu-se vencedora nas barras assimétricas e vice-campeã no solo. Na trave, Eugenia Kuznetsova saiu-se vitoriosa, a frente da companheira de equipe e medalhista de bronze, Lyudmila Ezhova.
Em 2000, último ano destes ciclos, as ginastas competiram no Europeu de Paris, na França. Nele, foram campeãs por equipes pela primeira vez. Khorkina, no individual geral, tornou-se bicampeã e Zamolodchikova, estreante na seleção, foi a medalhista de prata. Nos aparelhos, Elena foi ainda a medalhista de prata no salto, enquanto Svetlana conquistou mais duas medalhas de ouro, uma nas barras assimétricas e outra na trave de equilíbrio.

### 2001 - 2004
Na lista abaixo, as equipes que disputaram as maiores competições durante este ciclo olímpico:[d]
| Equipe olímpica 2004                                                                                    | Equipe mundial 2003                                                                                                  | Equipe mundial 2001                                                                        |
| Svetlana Khorkina Lyudmila Ezhova Maria Kryuchkova Anna Pavlova Elena Zamolodchikova Natalia Ziganshina | Polina Miller Natalia Ziganchina Svetlana Khorkina Maria Kryuchkova Elena Zamolodchikova Elena Anochina Anna Pavlova | Svetlana Khorkina Lyudmila Ezhova Elena Zamolodchikova Maria Zassypkina Natalia Ziganchina |

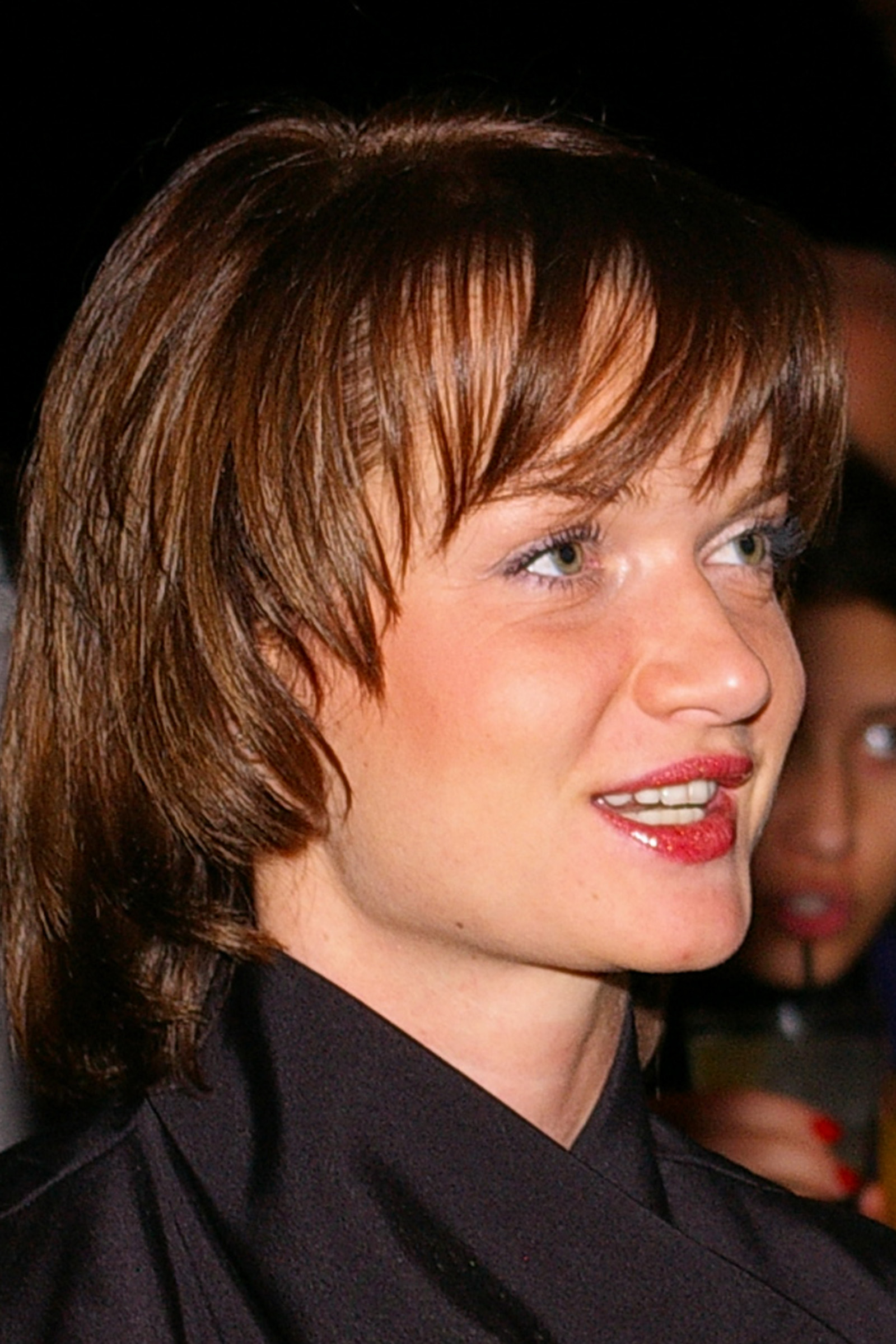
Svetlana Khorkina, a maior campeã das gerações russas.

O primeiro evento deste ciclo olímpico decorreu na Bélgica em 2001, no Mundial de Gante, no qual as ginastas Svetlana Khorkina, Lyudmila Ezhova, Elena Zamolodchikova, Maria Zassypkina e Natalia Ziganshina conquistaram a prata por equipes, superada pela seleção romena de Andreea Răducan. Individualmente, Khorkina tornou-se bicampeã do concurso geral, pentacampeã das barras assimétricas e campeã do salto, conquistando ainda, o bronze no solo. Completando as conquistas russas, Ludmila Ezhova foi a medalhista de prata na trave e Natalia Ziganshina a de prata no individual geral.
No ano seguinte, as ginastas disputaram dois eventos. No primeiro, o Europeu de Patras, na Grécia, as russas conquistaram o bicampeonato por equipes. No individual geral, em feito apenas antes atingido pela romena Nadia Comaneci, Svetlana tornou-se tricampeã continental, além de tetracampeã não consecutiva nas barras assimétricas e medalhista de prata na trave de equilíbrio. Por fim, nas demais finais, Natalia Ziganshina foi a vencedora do salto e Ludmila Ezhova a da trave, após superar a compatriota e vencedora da edição anterior. Na sequência do calendário, as russas participaram do Mundial de Debrecen, na Hungria, que contou apenas com as provas nos quatro aparelhos: no salto, Elena Zamolodchikova conquistou o ouro e sua companheira de equipe Natalia Ziganshina, a prata; nas barras assimétricas, em prova vencida pela estadunidense Courtney Kupets, Lyudmila Ezhova foi a medalhista de bronze. Svetlana Khorkina, tetracampeã da prova, atingiu a sétima colocação.
Em 2003, apenas o Mundial de Anaheim foi disputado. Nele, as ginastas não subiram ao pódio enquanto equipe, mas conquistaram o ouro do individual geral, com Svetlana Khorkina, e dois bronzes nas finais por aparelhos: Elena Zamolodchikova no salto e Lyudmila Ezhova na trave.
No último ano do ciclo, as atletas disputaram duas competições. No Europeu de Amsterdã, preparatório continental para as Olimpíadas, as russas saíram medalhistas de bronze na prova coletiva. No concurso geral, Zamolodchikova foi a terceira colocada, superada pela ucrianiana Alina Kozich e pela romena Daniela Sofronie. Nos aparelhos, foram quatro as conquistas: Svetlana venceu mais uma vez a prova das barras assimétricas, tornando-se a única tetracampeã consecutiva deste aparato; Anna Pavlova, estreante pela seleção, e Elena Zamolodchikova foram as medalhistas de prata e bronze, no salto sobre a mesa; e, Khorkina foi terceira colocada na trave, em prova vencida pela romena Catalina Ponor. No último compromisso do ciclo, as ginastas competiram nos Jogos de Atenas, que, ao final das apresentações, causaram grande polêmica: entre todos os problemas com notas, um jornal russo declarou que Svetlana Khorkina competiu no concurso geral conhecedora da vitória da norte-americana Carly Patterson. Durante as provas, a equipe, formada pelas ginastas Ludimila Ezhova, Svetlana Khorkina, Maria Kryuchkova, Anna Pavlova, Elena Zamolodchikova e Natalia Ziganshina, conquistaram o bronze, após o bicampeonato da equipe romena e da segunda colocação da seleção dos Estados Unidos. No individual geral, Khorkina, que havia vencido Patterson no Mundial do ano anterior, foi superada pela atleta por 0,176 ponto, resultado este que fez as ginastas inverterem suas posições no pódio. Nos aparelhos, apenas Pavlova conquistou medalha, o bronze, no salto. Khorkina, bicampeã olímpica das barras assimétricas, encerrou os Jogos na oitava posição nesse aparelho, em prova vencida pela francesa Émilie Le Pennec.

### 2005 - 2008
| Equipe olímpica 2008                                                                                      | Equipe mundial 2006                                                                             | Equipe mundial 2007                                                                                          |
| Ekaterina Kramarenko Anna Pavlova Ksenia Semenova Ksenia Afanasyeva Svetlana Klyukina Lyudmila Grebenkova | Svetlana Klyukina Elena Zamolodchikova Kristina Pravdina Polina Miller Anna Grudko Anna Pavlova | Svetlana Klyukina Elena Zamolodchikova Kristina Pravdina Yulia Lozhecko Ksenia Semenova Ekaterina Kramarenko |

A partir de 2004, os campeonatos europeus passaram a ser realizados anualmente, ao contrário dos quatro e dois anos anteriormente utilizados para separar as edições.
Das três maiores competições, este ciclo iniciou-se com o Europeu de Debrecen, que não contou com a disptuta por equipes. Nele, Anna Pavlova e Yulia Lozhecko, superadas pela francesa Marine Debauve, conquistaram a prata e o bronze, respectivamente, no individual geral. Anna conquistou ainda as medalhas russas nos aparelhos: prata no salto e bronze na trave. Seguindo o calendário do ano, as atletas foram a Austrália participar do Mundial de Melbourne. Lá, as russas, presentes em todas as finais, não conquistaram nenhuma medalha, tendo como Elena Zamolodchikova a melhor posicionada nas finais por aparelhos e Anna Pavlova, sétima colocada no concurso geral.

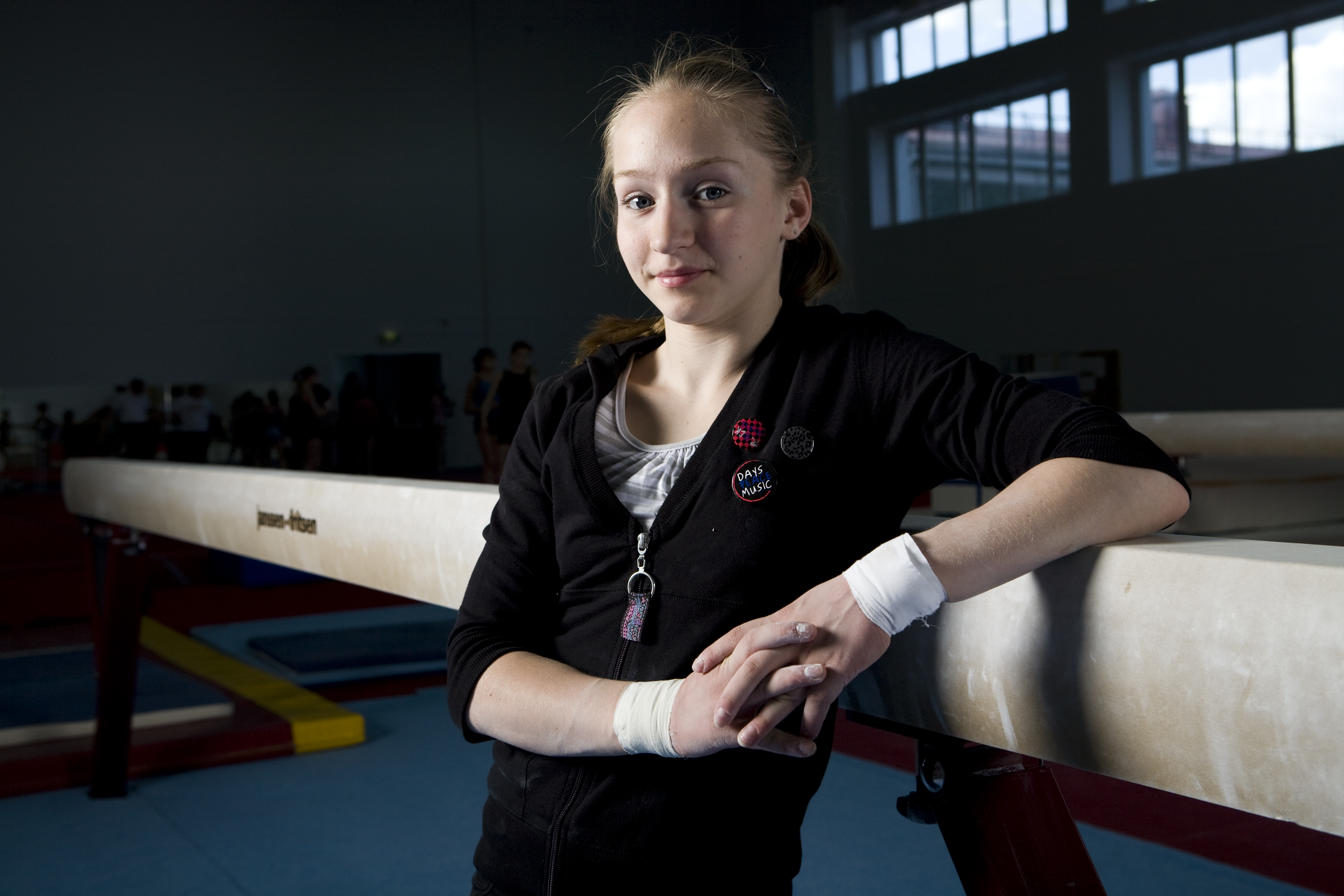
Ksenia Semenova: única ginasta russa a conquistar medalha no Mundial de 2007 - ouro nas barras assimétricas.

Em 2006, ano em que se aplicaram as mudanças no código de pontuação para evitar os problemas ocorridos em 2004, as atletas disputaram uma nova edição da competição continental, o Europeu de Volos, que não contou com a disputa do concurso geral. Por equipes, a Rússia subiu ao pódio na terceira posição. Já nas finais dos aparelhos, Anna Grudko foi a única ginasta a conquistar medalha: o ouro no salto. Mais tarde, no Mundial de Aarhus, as russas, superadas pelas chinesas, romenas e estadunidenses, conquistaram apenas o bronze em uma prova, a coletiva. No ano seguinte, no Europeu de Amsterdã, nos Países Baixos, só foram disputadas provas individuais. Sem subirem ao pódio do geral individual, as russas foram as medalhistas de ouro na trave, com Yulia Lozhecko, bronze nas barras assimétricas, com Ekaterina Kramarenko, e bronze no salto sobre a mesa, com Anna Grudko. Adiante, em outubro, no Mundial de Stuttgart, a equipe russa, após falhas nas apresentações do salto, terminou a disputa coletiva na oitava posição, superada pelas equipes finalistas em quase cinco pontos, e teve como única medalhista Ksenia Semenova, primeira colocada nas barras assimétricas, que superou a estadunidense Nastia Liukin por 0,050 ponto.
Em 2008, último ano deste ciclo, as ginastas diputaram mais uma edição continental, o Europeu de Clermont-Ferrand. Nele, a Rússia saiu com a medalha de prata na disputa por equipes e Ksenia Semenova como multimedalhista, após vencer a trave e as barras assimétricas. Anna Pavlova, finalista no solo, não subiu ao pódio. Em agosto, nos Jogos de Pequim, o compromisso que encerrou o ciclo, as ginastas russas, presentes em cinco das seis finais, ficaram fora de todos os pódios pela primeira vez em quinze anos de formação. Seu destaque foi Semenova, quarta colocada no individual geral.

### 2009 - 2012
Neste ciclo olímpico, são formadas distintas seleções[e]:
| Equipe olímpica 2012                                                              | Equipe mundial 2011                                                                                 | Equipe mundial 2010                                                                                   |
| Aliya Mustafina Viktoria Komova Ksenia Afanasyeva Anastasia Grishina Maria Paseka | Ksenia Afanasyeva Viktoria Komova Anna Dementyeva Yulia Belokoblskaya Tatiana Nabieva Yulia Inshina | Ksenia Afanasyeva Aliya Mustafina Tatiana Nabieva Ksenia Semenova Ekaterina Kurbatova Anna Dementyeva |

Sob um novo código de pontos, o primeiro compromisso deste ciclo foi o Europeu de Milão, que não contou com as pdisputas coletivas. Nele, realizado na Itália, as ginastas Ksenia Semenova e Ksenia Afanasyeva conquistaram ouro e prata na prova do individual geral, ao superarem a italiana Vanessa Ferrari. Nos aparelhos, as russas arquivaram mais conquistas: no salto, Yulia Berger subiu ao pódio, como medalhista de prata, após ser superada pela suíça Ariella Kaeslin; nas paralelas assimétricas, outra medalha de prata, agora para Semenova, que encerrou a prova com 0,075 ponto de diferença para a vencedora, a britânica Beth Tweddle; no solo, bronze para Semenova, que conquistou quatro medalhas nessa edição. A trave de equilíbrio foi o único aparelho em que as ginastas não conquistaram medalhas por terem representantes nesta final. Em outubro, as atletas disputaram o Mundial de Londres. Em competição que não contou com as provas por equipes, a Rússia foi representada por Ekaterina Kurbatova, Ksenia Semenova e Anna Myzdrikova. Ekaterina e Ksenia disputaram a final do individual geral, na qual atingiram as respectivas décima e 13ª posições, em prova vencida pela norte-americana Bridget Sloan. Nos aparelhos, disputaram o salto sobre a mesa com Kurbatova, quarta colocada, e Myzdrikova, sexta; na última final para a qual obtiveram classificação, dos exercícios de solo, Anna atingiu a quarta posição. Em três finais, a Rússia não conquistou medalhas.
No ano seguinte, o primeiro compromisso das europeias foi no continental Europeu de Birmingham, que não contou com a prova do individual geral. As russas, de equipe formada por Aliya Mustafina, Tatiana Nabieva, Ekaterina Kurbatova, Anna Myzdrikova e Ksenia Semenova, conquistou a medalha de ouro com o total de 169,700, mais de um ponto a frente da seleção britânica de Elizabeth Tweddle. Nos aparelhos, a nação foi representada em todos: no salto sobre a mesa, Kurbatova superou a francesa Youna Dufournet por 0,012, que por sua vez ficou a frente de outra russa medalhista na prova, Nabieva. Apesar de ter uma execução com maiores descontos, sua nota de partida no aparelho foi maior, o que permitiu Ekaterina vencer a disputa; nas barras assimétricas, Mustafina saiu-se vice-campeã, após ser superada por Tweddle, em quase um ponto de diferença na nota final, já que a britânica possuía uma nota de partida mais alta e teve menos descontos em sua execução; na trave de equilíbrio, Mustafina conquistou sua terceira medalha, a segunda de prata, após totalizar 14,375 e encerrar a prova 0,015 atrás da vencedora, uma romena; por fim, na disputa dos exercícios de solo, a Rússia subiu ao pódio com Myzdrikova, segunda colocada em prova conquistada por Tweddle. No somatório final feminino, o país terminou na primeira colocação geral, com duas medalhas de ouro, três de prata e uma de bronze. Em outubro, em nova edição mundial, agora em Roterdã, as russas saíram-se vitoriosas na prova coletiva pela primeira vez em sua história. Formada pelas ginastas, Ksenia Afanasyeva, Aliya Mustafina, Tatiana Nabieva, Ksenia Semenova, Ekaterina Kurbatova e Anna Dementyeva, a seleção superou as norte-americanas, campeãs anteriores, e as chinesas, campeãs olímpicas, ao totalizarem 175,397. Individualmente, destacou-se Mustafina, maior medalhista da competição e única entre as compatriotas: a atleta subiu ao pódio como vitoriosa na prova do concurso geral, a frente da chinesa Jiang Yuyuan, e como medalhista de prata nas provas do salto sobre a mesa, barras assimétricas e solo. Abrindo o calendário competitivo de 2011, as russas Mustafina, Nabieva, Dementyeva e a estreante na categoria Yulia Belokobylskaya competiram no Europeu de Berlim, na Alemanha. Considerada favorita ao título, Aliya classificou-se para todas as finais individuais. No entanto, durante a primeira rotação do salto sobre a mesa na final do individual geral, a ginasta sofreu um rompimento do menisco de seu joelho esquerdo, o que a fez abandonar a competição. Segunda colocada nas classificatórias, sua companheira de equipe Dementyeva terminou por vencer a disputa ao totalizar 57,475 pontos. Nos aparatos, as russas conquistaram mais três medalhas: Nabieva foi vice-campeã nas assimétricas, superada pela britânica Beth Tweddle; na trave, Dementyeva conquistou sua segunda medalha de ouro nesta edição; e, no solo, Belokobylskaya foi a medalhista de bronze. Adiante, no mês de outubro, as moças disputaram o Mundial de Tóquio. Na ocasião, Ksenia Afanasyeva, Viktoria Komova, Anna Dementyeva, Yulia Belokoblskaya, Tatiana Nabieva e Yulia Inshina foram as medalhistas de prata na prova coletiva, que teve como vencedoras as norte-americanas. Individualmente, Komova saiu-se vice-campeã da prova do concurso geral, ao ser superada pela estadunidense Jordyn Wieber. Nos aparelhos, Viktoria conquistou a medalha de ouro das barras asssimétricas, enquanto a compatriota Nabieva foi a vice-campeã; já Afanasyeva encerrou a competição como vencedora dos exercícios de solo. Empatada com Wieber, Komova foi a maior medalhista feminina desta edição.